# Azeitonas de Conserva de Elvas e Campo Maior
O Azeitonas de Conserva de Elvas e Campo Maior DOP é um produto de origem portuguesa com Denominação de Origem Protegida pela União Europeia (UE) desde 16 de fevereiro de 2007.

## Agrupamento gestor
O agrupamento gestor da denominação de origem protegida "Azeitonas de Conserva de Elvas e Campo Maior" é a AGRODELTA - Industrias alimentares Lda.